# IzPack
IzPack es un generador de programas instaladores de software de código abierto cuyo objetivo es la plataforma Java.
Genera instaladores en un único archivo JAR. Como tales, los instaladores generados por IzPack son multiplataforma: el mismo instalador funciona en cualquier sistema operativo que tenga instalado Java Runtime Environment. IzPack en sí es una utilidade de línea de comandos, pero existe una aplicación que hace de front-end basada en Java Swing, PackJacket, cuyo objetivo es crear fácilmente instaladores generados con IzPack.
IzPack se lanza bajo los términos de la licencia liberal Apache License versión 2.0.

## Historia
IzPack comenzó en 2001 gracias a Julien Ponge. Apareció después una comunidad en torno al proyecto, y el desarrollo comenzó a hacerse un servidor CVS alojado en Tuxfamily.
El proyecto fue trasladado en enero de 2004 a BerliOS. Más tarde se optó por Subversion en lugar de CVS.
En febrero de 2008, el proyecto se trasladó a Codehaus

## Características
Aunque primeramente pensado para crear instaladores multiplataforma, IzPack permite personalizar los instaladores para cada sistema operativo. Por ejemplo, es capaz de crear accesos directos en sistemas operativos Microsoft Windows y gestores de escritorio / ventana que cumplan con freedesktop.org.
Los instaladores IzPack pueden ser muy personalizados. Cada paso de una instalación se materializa por un panel, con la información del paso que se está dando y los típicos botones de "anterior" y "siguiente". Existe una amplia gama de grupos disponible para su uso por parte de los desarrolladores: se pueden usar y ordenar libremente. Si la elección se considera demasiado limitada,  los desarrolladores de aplicaciones pueden definir y crear paneles a medida.
El constructor instalador está disponible como una herramienta de línea de comandos. Se puede invocar también a partir de un build construido automáticamente con Apache Ant.
Por último, IzPack proporciona un conjunto de utilidades:
- un lanzador de aplicaciones nativas que se pueden utilizar para verificar primero que hay un entorno de ejecución de Java (JRE) instalado y a continuación iniciar los instaladores;
- una herramienta que ajusta instaladores dentro de paquetes ejecutables autoextraíbles Windows (basado en 7-Zip);
- una herramienta que envuelve a los instaladores dentro de paquetes de aplicaciones Mac OS X.